# Gare de Thieux - Nantouillet
Gare de Thieux - Nantouillet vasútállomás Franciaországban, Thieux településen.

## Vasútvonalak
Az állomást az alábbi vasútvonalak érintik:
- La Plain-Hirson-vasútvonal

## Kapcsolódó állomások
A vasútállomáshoz az alábbi állomások vannak a legközelebb:
- Gare de Compans (Paris Gare du Nord, Transilien Linie K)
- Gare de Dammartin - Juilly - Saint-Mard (Gare de Crépy-en-Valois, Transilien Linie K)